# Michael Ashburner

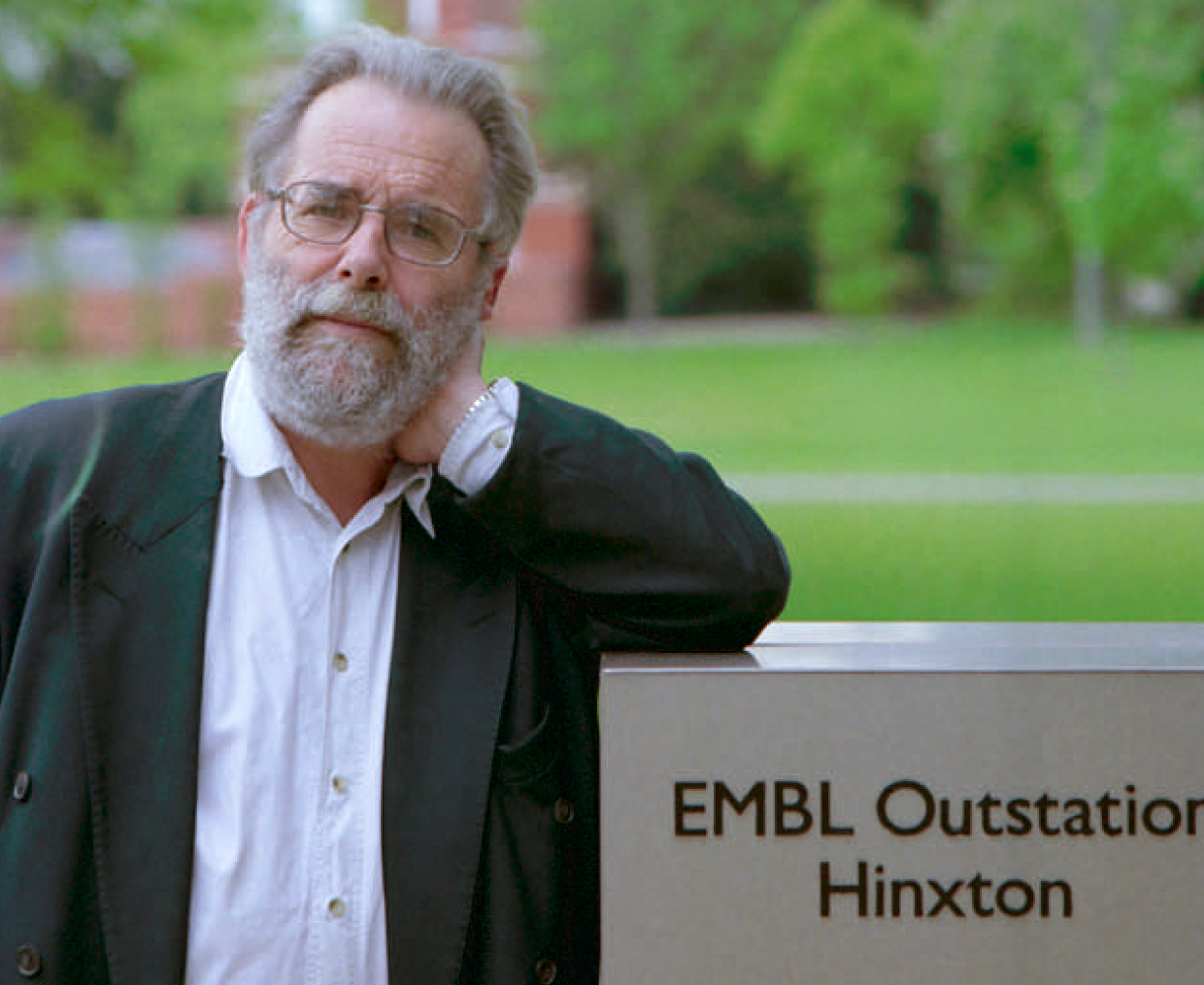
Michael Ashburner

Michael Ashburner (* 23. Mai 1942 in Brighton; † 7. Juli 2023) war ein britischer Genetiker und Bioinformatiker und Professor an der University of Cambridge.

## Leben und Wirken
Ashburner erwarb 1964 an der University of Cambridge einen Bachelor in Genetik (Tripos). 1968 folgten ebendort der Master und der Ph.D., ebenfalls in Genetik, der Sc.D. 1978. Als Postdoktorand arbeitete er 1968/1969 bei Herschel K. Mitchell am California Institute of Technology. Erste Lehrverpflichtungen (University Lecturer) an der University of Cambridge übernahm Ashburner 1973, 1980 als Reader. 1991 erhielt er eine ordentliche Professur für Biologie. Zusätzlich war Ashburner von 1994 bis 2001 Forschungsgruppenleiter (Senior Scientist) und dann Co-Direktor am European Molecular Biology Laboratory – European Bioinformatics Institute (EMBL-EBI) in Hinxton, unweit von Cambridge.
Ashburner befasste sich vor allem mit der Struktur und der Evolution von Genomen. Für den Großteil seiner Forschungen nutzte er Drosophila melanogaster als Modellorganismus. Ashburner ist Autor des Standardwerks Drosophila: A Laboratory Handbook. Ashburner befasste sich mit Genetik, Entwicklungsbiologie, Zytogenetik und Evolutionsbiologie, letzteres sowohl auf molekularer als auch auf organismischer Ebene. Er gehörte zu der Gemeinschaft von Wissenschaftlern, die das gesamte Genom von Drosophila sequenzierten. In den letzten Jahren seiner wissenschaftlichen Karriere befasste sich Ashburner zunehmend mit der Organisation von genetischen Datenbanken. So gehörte er zu den Gründern von FlyBase, einer der wichtigsten Datenbanken für Drosophila, und von Gene Ontology, einer internationalen Bioinformatik-Initiative zur Vereinheitlichung eines Teils des Vokabulars der Biowissenschaften. Ashburner unterstützt massiv den Gedanken von Open Access.
Ashburner war ab 1963 verheiratet. Er hatte drei Kinder. Er starb am 7. Juli 2023 im Alter von 81 Jahren.

## Auszeichnungen (Auswahl)
- 1977 Mitglied der European Molecular Biology Organization
- 1989 Mitglied der Academia Europaea[6]
- 1990 Mitglied der Royal Society[7]
- 1993 Ausländisches Ehrenmitglied der American Academy of Arts and Sciences[8]
- 1999 erster Träger des George W. Beadle Award[9]
- 2002 Ehrendoktor der Universität Kreta
- 2003 Ehrendoktor der University of Edinburgh
- 2006 Benjamin Franklin Award[4]
- 2008 Thomas Hunt Morgan Medal[10]